# Bathyspinulidae
Bathyspinulidae zijn een familie van tweekleppigen uit de orde Nuculanida.

## Taxonomie
De volgende taxa zijn bij de familie ingedeeld: